# Blanford
Blanford est une census-designated place située dans le comté de Vermillion, dans l’État de l'Indiana, aux États-Unis. Lors du recensement de 2020, elle compte 280 habitants.